# António Escudeiro
António Escudeiro (2 de Julho de 1933, Lobito, Angola - 21 de Setembro de 2018, Lisboa, Portugal ) foi um director de fotografia e realizador português.
Nasceu, cresceu e trabalhou em Angola, tendo sido forçado a partir para Portugal após o 25 de Abril.

## Filmografia

### Como realizador
- 2007 - Adeus, Até Amanhã
- 2000 - Velocidade de Sedimentação - curta-metragem
- 1999 - Nós Separados - documentário
- 1980 - Mombasa - média-metragem
- 1980 - Goa - média-metragem
- 1980 - Tróia, Portugal - curta-metragem
- 1975 - Cantigamente Nº6 (TV)

### Como Diretor de Fotografia
- 1980 - Kilas, o Mau da Fita de José Fonseca e Costa
- 1984 - A Ilha de Moraes de Paulo Rocha
- 1988 - Matar Saudades de Fernando Lopes